# 政治家

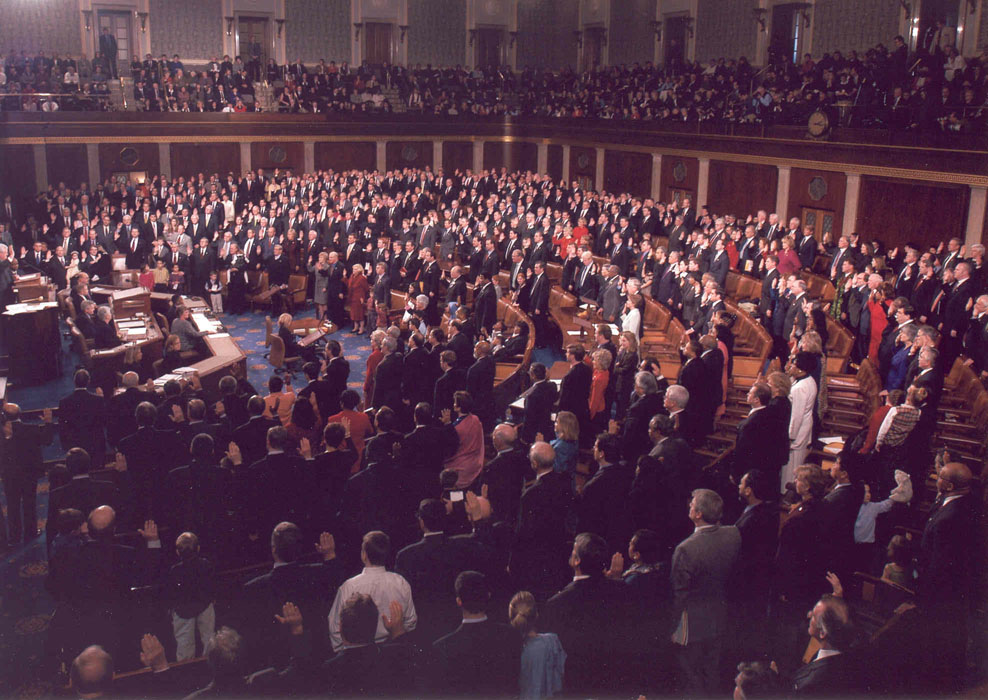
議場に集まった国会議員（2004年・アメリカ合衆国下院）

政治家（せいじか、英: politician）とは、職業として政治に携わっている者のことであり、一般的に内閣総理大臣や国会議員、地方議会議員や地方自治体の首長などが政治家と呼ばれる。

## 職業としての政治
マックス・ヴェーバーは、自身の講演 『職業としての政治』 の中で「政治家の本領は『党派性』と『闘争』である」と指摘している。
アメリカではジェイムズ・ポール・クラークが[A politician thinks of the next election and a statesman thinks of the next generation.]（政治屋は次の選挙を考え、政治家は次の時代を考える）と喝破した。金や権力など利権を得ることに熱心な政治家を揶揄して「政治屋（せいじや）」と呼ぶこともある。
ただし、政治家は国家によって認定された資格に基づく職業ではない。選挙結果によっては職を追われるため、不安定な職業である。政治家は有権者の利益や意向を議会に反映させるが、その方法は有権者の具体的な要望を忠実に実現する方法と、自らが信じる方法で有権者に有益な結果をもたらす方法の2つがある。
世界的に政治家は嫌悪される職業になりつつある。アメリカでは職業政治家に対する嫌悪が広がっており、2016年の大統領選挙では非職業政治家および反職業政治家の候補が支持を伸ばしたとする分析がある。タイでは、2014年のバンコク大学の調査によって、6歳～14歳の子供の80％前後が、政治に関わる仕事に就きたくないと答えたことが分かった。

### 政治家と利権
政治家と有権者の利害関係やそれに起因する諸問題は、今も昔も政治の世界では避けて通ることができない。政治家を選出する側である有権者は、諸制度の改善や地元地方へのインフラ整備などによる社会的・福祉的な恩恵、あるいは国家的なイベントや企業誘致や公共事業の受注などによる経済効果を求めるし、政治家も地元への便宜をはかることで次の選挙での再選を期そうとする。社会的な利益の還元として地元を潤す形であれば特に法を犯すこともないが、一部政治家の強烈な圧力によって公共事業の計画を大幅に変更させたり、公共事業をばらまいたりといった行為がしばしば非難の対象となる。こういったことは日本に限らずアメリカでも聞かれる話で、少し古い話だが、1950年代後半にアメリカ陸軍の準中距離弾道ミサイルMGM-31 パーシングの主契約企業の選定作業で、元ミシガン州知事であった陸軍長官ウィルバー・ブラッカーが、契約をミシガン州の企業に与えるように地元から圧力をかけられていたことがあった。候補に挙がっていた企業の中でミシガン州の企業はクライスラーだけであったが、実際に受注したのはマーティン・マリエッタであった。
こういった政治家を仲立ちとする利権が、制度の不備の改善や交通網の整備といった公共の福祉を大幅に超えて特定の個人や企業に対する不正な利益供与に至ると汚職事件にも発展していく。政治家の汚職は幾度となく問題となり、逮捕者が出たり、有罪判決が出て失職するような事件が起こっても後を絶つことがない。また、有罪判決を受けて失職してしまったにもかかわらず、有権者の地元への恩恵の期待から、その政治家が次の選挙で再び当選してしまうことも決して珍しいことではない。

### 政治家のクオリティ
ヴェーバーは、『職業としての政治』の中で、政治家にクオリティ(Qualitäten)として次の三つを挙げている。
1. 情熱 （Leidenschaft） : Sacheへの情熱
2. 責任感 （Verantwortungsgefühl）
3. 目（Augenmaß） : 距離をおくこと

## 日本の「政治家」
一般的に内閣総理大臣や国会議員、地方議会議員や地方自治体の首長などが政治家と呼ばれている。公職選挙法や政治資金規正法においては、その適用対象となる「候補者、立候補予定者、現に公職にある者」を総称して政治家と呼ぶ。
政治家は、国民の代表者として選挙によって選ばれた上で、有権者の意思を国や地方自治体の政策に反映させようと活動する。主な仕事は、自らが所属する議会や委員会での議案の審議に参加することで、修正などの作業に関わり最終的に表決することである。また、陳情を聞いたり集会に参加することで有権者の意見を聞き政策に反映させる。地方自治体の首長や大臣など行政府の役職に就いた場合には、官僚機構全体を統括して調整し動かすことで政策を決定・実行する。
近年では、親族や親戚の後を継承した世襲政治家や、タレントとしての知名度を武器に当選したタレント政治家の割合が増えつつあるが、このような形で政治家となることに疑問を呈する意見もある。世襲議員に関しては、国会議員のうち、選挙における地盤や資源に恵まれるため、当選回数が多く、自分が代表する地域により多くの補助金をもたらしているという分析がある。タレント政治家に関しては、批判も多いが政党を牽引しているとする指摘もある。
政治家は議会では男性も女性も君付けで呼ぶことが定着しているが、吉田松陰の影響である。吉田松陰は常に自分のことを「僕」という謙称で呼び、松下村塾の弟子たちを「君」という敬称で呼び敬い、互いに尊重しあう関係を築いた。この精神は弟子の伊藤博文（初代内閣総理大臣）や山県有朋（第3・9代内閣総理大臣）に受け継がれている。
また、かつてはお札の肖像画は政治家に限られていたが、1984年からは政治家がお札の肖像画に採用されることはなくなった。理由は、後世になって悪い人物だったと判明する場合があるからとされる。

### 評価
政治家を職業として見る時、日本国内での評価は芳しいものではない。村上龍『13歳のハローワーク』では、「ひょっとしたら政治家ほどわかりにくい職業はこの世にないかもしれない。この本は職業を定義するためのものではないので結論を先にいうが、世の13歳はこんなにわかりにくい職業を目指すべきではない」「将来的には、NPOやNGOなどで国際的に活動してきて、利害調整の困難さと重要性を理解した人がやむにやまれず政治に参加するようになればいいと思う。あるいは企業活動と環境保護の調整に長く深く関わった人とか、企業や銀行を見事に再生させた人とか、地域社会や教育の活性化にたずさわった人とか、そういった分野から政治家が現れるようになるべきだ」と酷評されている。
精神科医・斎藤環は、政治家の特徴として「どんな場所でも、どんな相手でも、とにかく自分の話しかしない」「ガサツで、押しが強く、明らかに後から植え込まれた強い自己肯定感を持っている」という特徴を挙げ、ドブ板選挙は「カルトや自己啓発セミナーの洗脳」と同構造と指摘、「謙虚さと卑屈さを履き違え、駅前で土下座せんばかりに頭を垂れている政治家を見て、子どもたちが「あんなふうになりたい」と思うわけがないでしょう」と批判している。
事実、政治家自身の職業肯定感も低く、NHKによる地方議員2万人への調査では「生まれ変わっても議員になりたいですか」という質問に、現職の地方議員の7割近くが「NO」と回答している。